# Cour de justice (ordonnance du 26 juin 1944)
Pour les articles homonymes, voir Cour de justice.
Pour un article plus général, voir Épuration judiciaire.
 (mars 2025).
Si vous disposez d'ouvrages ou d'articles de référence ou si vous connaissez des sites web de qualité traitant du thème abordé ici, merci de compléter l'article en donnant les références utiles à sa vérifiabilité et en les liant à la section « Notes et références ».
Les cours de justice sont des tribunaux créées en France par l'ordonnance du 26 juin 1944 afin de pratiquer l'épuration des collaborateurs, à la Libération, après la Seconde Guerre mondiale. C'est une juridiction pénale, qui fonctionne à la manière d'une cour d'assises de l'époque, c'est-à-dire sans aucun appel possible.

## Description
La cour de justice possède une chambre spéciale, la chambre civique, créée également par l'ordonnance du 26 août 1944 afin de juger les collaborateurs dont les actions ne sont pas punissables pénalement. Elle décide de placer les condamnés en état d'indignité nationale et leur inflige une peine de « dégradation nationale », à perpétuité ou temporaire (cinq ans et plus).